# 克列波夫斯基农村居民点
克列波夫斯基农村居民点（俄语：Креповское сельское поселение）是俄罗斯联邦伏尔加格勒州乌留平斯克区所属的一个农村居民点。其下辖有2个居民点，行政中心为乌奇霍兹。据2016年统计，该农村居民点的人口为966人。